# Castanopsis hypophoenicea
Castanopsis hypophoenicea là một loài thực vật có hoa trong họ Fagaceae. Loài này được (Seemen) Soepadmo mô tả khoa học đầu tiên năm 1968.